# Таміка товстодзьоба
Та́міка товстодзьоба (Cisticola lateralis) — вид горобцеподібних птахів родини тамікових (Cisticolidae). Мешкає в Західній і Центральній Африці.

## Підвиди
Виділяють три підвиди:
- C. l. lateralis (Fraser, 1843) — від Сенегалу і Гамбії до Камеруну;
- C. l. antinorii (Heuglin, 1867) — від ЦАР до західної Кенії;
- C. l. modestus (Barboza du Bocage, 1880) — від Габону до північної Анголи, півдня ДР Конго і північної Замбії.

## Поширення і екологія
Товстодзьобі таміки живуть в сухих тропічних лісах і в сухій та вологій савані.